# Strisch

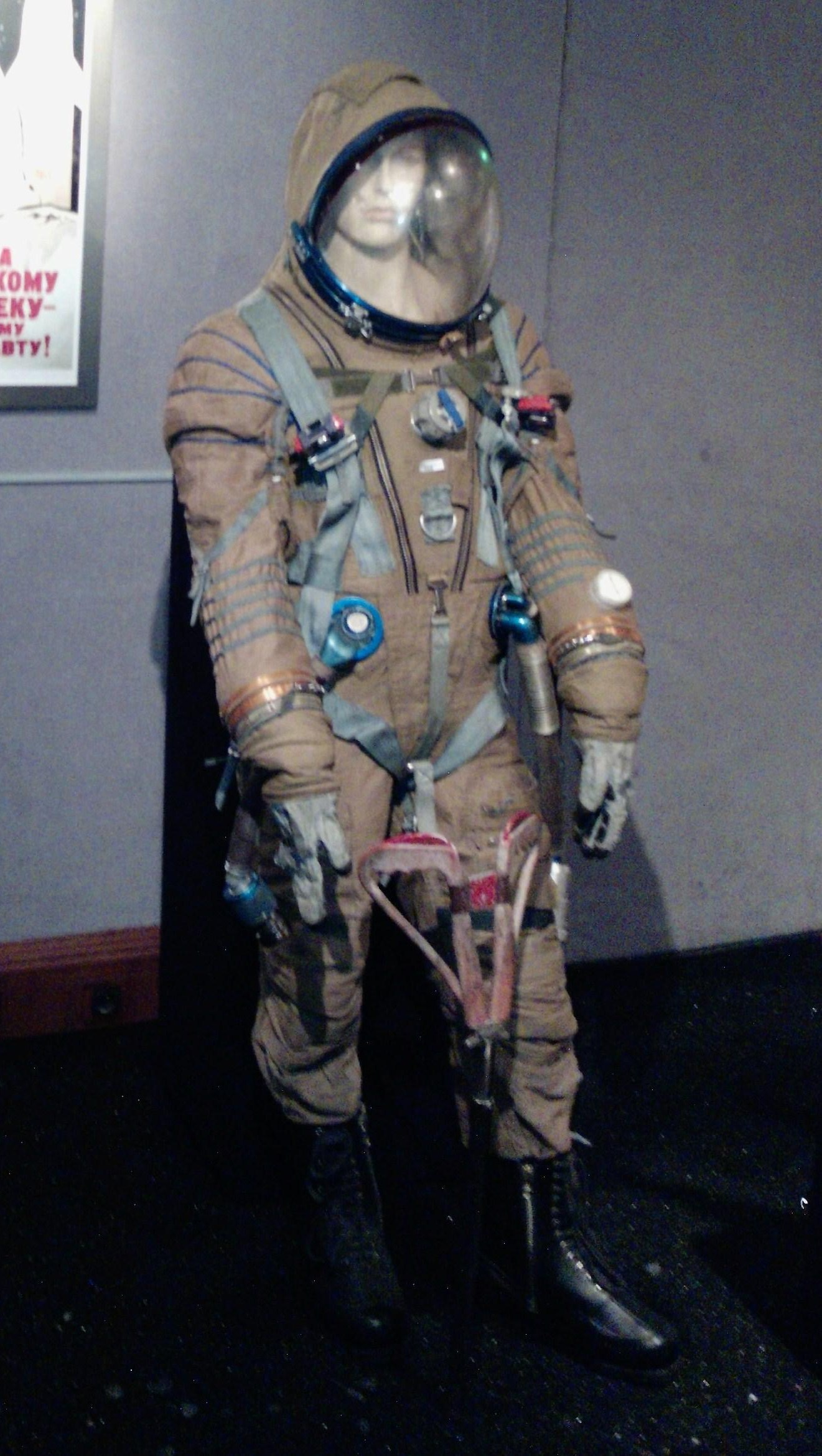
Raumanzug Strisch

Strisch (russisch Стриж ‚Mauersegler‘) ist ein sowjetischer Raumanzug, der für die Besatzung der Raumfähre Buran aus dem Sokol-Anzug der Sojus-Besatzungen entwickelt wurde. Den Anzug sollte die Mannschaft der Buran bei Start und Landung tragen und würde bei Notfällen die Raumfahrer bei einem möglichen Ausstieg mit dem Schleudersitz schützen. Der Anzug ist für eine Höhe bis zu 40 km und eine Geschwindigkeit von Mach 3 ausgelegt. Die Buran war mit Schleudersitzen des Typs K-36RB ausgestattet. Auch in den amerikanischen Space Shuttles waren bei den atmosphärischen Flügen der Enterprise sowie den ersten vier Raumflügen der Columbia modifizierte Schleudersitze SR-1 der Lockheed SR-71 für Kommandant und Pilot installiert. Nach der Mission STS-4 wurden diese Sitze entfernt.
Die Strisch-Raumanzüge haben eine Außenhülle aus olivfarbenem gummibeschichteten Nylongewebe und sind mit Verbindungsstutzen für elektrische, Luft- und Kühlanschlüsse versehen. Eine Haube mit dem Visier ist an einem anodisierten Aluminiumring angebracht. Die Unterarme sind mit einstellbaren Schnüren an den Oberarmen befestigt. Die abnehmbaren Handschuhe haben Finger aus Gummi und sind mit Leder an den Handflächen ausgestattet. Taschen an den Beinen sind dafür gedacht, Survivalausrüstung wie Messer, eine Pistole oder anderes aufzunehmen. Der Anzug ist mit einem Druckmesser auf der linken Seite und einem Ausgleichsventil in der Mitte ausgestattet.
Der Strisch-Anzug und der dazu passende Schleudersitz K36RB (russisch К36РБ) wurden zwischen 1988 und 1990 bei fünf Progress-Starts getestet (Progress 38 bis 42).
Ein abgewandelter Typ wird in der russischen Luftwaffe an Bord von Flugzeugen verwendet, die zwar große Höhen erreichen können, aber nicht mit Druckkabinen ausgestattet sind.